# Vsévolod Yákovlev
Vsévolod Fiódorovich Yákovlev (en ruso: Все́волод Фёдорович Я́ковлев; Okroevo, Imperio ruso, 4 de abriljul./ 16 de abril de 1895greg. - Moscú, Unión Soviética, 2 de abril de 1974) fue un líder militar soviético que combatió durante la guerra civil rusa y la Segunda Guerra Mundial. Tuvo un papel muy destacado durante las primeras fases de la guerra en la defensa de la ciudad de Leningrado y durante las ofensivas de Tijvin y Liubán.

## Biografía

### Infancia y juventud
Vsévolod Yákovlev nació el 16 de abril de 1895 en la pequeña localidad rural de Okroevo en la Gobernación de Nóvgorod en esa época parte del imperio ruso, en el seno de una familia de campesinos rusos. En mayo de 1913, completó sus estudios en la escuela primaria local.
En mayo de 1915 fue reclutado en el Ejército Imperial Ruso para combatir en la Primera Guerra Mundial. Después de graduarse en febrero de 1916 en la 2.ª Escuela de Alféreces de Peterhof, fue nombrado oficial subalterno en el 1.er Regimiento de Fusileros de Reserva en Petrogrado. En mayo de ese mismo año, partió hacia el Frente Sudoccidental, donde luchó en los Cárpatos en el 145.º Regimiento de Fusileros de la 37.ª División de Fusileros y el 661.º Regimiento de Fusileros Novoselitsky de la 166.ª División de Fusileros. En marzo de 1917 fue nombrado comandante de compañía y luego elegido comandante del 661.º Regimiento de Fusileros. Fue miembro y presidente del comité del regimiento. En febrero de 1918 fue desmovilizado con el grado de capitán de Estado Mayor.

### Guerra civil rusa
En septiembre de 1918 fue reclutado por el Ejército Rojo y nombrado como instructor centenario de educación general, al mismo tiempo que formó parte del 2.º Regimiento Territorial de Nóvgorod. A principios de mayo de 1919, fue enviado al frente cerca de Tsaritsin (actual Volgogrado), como jefe de un destacamento especial en el cuartel general del 9.º Ejército. Donde participó en la eliminación de varias banda de bandidos en las áreas de Novokhopyorsk, Borisoglebsk y Balashov. Luego, fue nombrado jefe del equipo de ametralladoras del 610.º Regimiento de Fusileros, al mismo tiempo se desempeñó como jefe del área fortificada de Tambov. Durante esta época participó en numerosas batallas contra la caballería del general Konstantín Mamontov. En abril de 1920, fue ascendido a comandante del 188.º Regimiento de Infantería de la 21.ª División de Fusileros. Durante la guerra polaco-soviética de 1920, luchó en las direcciones de Grodno y Varsovia como parte del Frente Occidental. En febrero de 1921, la división se trasladó a Siberia, donde luchó contra formaciones de bandidos cerca de Novosibirsk, Barnaúl y Semipalatinsk.
Después de la guerra continuó al mando del regimiento, al mismo tiempo que era el jefe de seguridad y defensa de la sección ferroviaria Tatarsk-Kansk. Más tarde, el regimiento pasó a llamarse 86.º Regimiento de Fusileros incluido en la 29.ª División de Fusileros. En febrero de 1927 fue comandante y comisario militar del 24.º Regimiento de Fusileros de la 8.ª División de Fusileros. En agosto de 1928 se graduó de los cursos de tiro y entrenamiento táctico avanzado para comandantes, conocidos como curso Vystrel, del Ejército Rojo y, en abril de 1930, de los cursos de comandantes unipersonales en la Academia Política-Militar del Ejército Rojo. Después, en agosto de 1930, fue nombrado comandante y comisario político de la 37.ª División de Fusileros del Distrito Militar de Bielorrusia.
En noviembre de 1932 se matriculó en la Academia Militar Frunze del Ejército Rojo, donde permaneció hasta febrero de 1934, cuando se graduó y fue nombrado comandante y comisario de la 1.ª División de Fusileros de montaña de Turquestán (en 1936 hasta la 83.º División de Fusileros de Turquestán) del Distrito Militar de Asia Central. Desde julio de 1937 estuvo al mando del 19.º Cuerpo de Fusileros del Distrito Militar de Leningrado. En enero de 1938 fue ascendido a Komdiv (comandante de división) y nombrado subcomandante del Distrito Militar de Bielorrusia. Desde abril de ese mismo año, fue enviado como comandante al Distrito Militar del Transbaikal. En octubre fue designado para el puesto de comandante del Distrito Militar de Kalinin. Después participó en la guerra soviético-finlandesa de 1939-1940 como comandante y subcomandante del 7.º Ejército. En junio de 1940, se le asignó el rango militar de teniente general y en julio se desempeñó como subcomandante del Distrito Militar Especial de Kiev, puesto que desempeñó hasta enero de 1941 cuando fue nombrado primer subcomandante de dicho distrito militar.

### Segunda Guerra Mundial
El primer día de la invasión alemana de la Unión Soviética se creó el Frente Sudoeste sobre la base del Distrito Militar Especial de Kiev, y el comandante del distrito, el coronel general Mijaíl Kirponós, se convirtió en el comandante del frente. Parte del personal del distrito continuó desempeñando las funciones de la administración del distrito, y el teniente general Yakovlev fue nombrado su comandante. El distrito llevó a cabo apresuradamente la movilización en territorios que aún no habían sido capturados por el enemigo, preparó líneas defensivas y evacuó instituciones militares. El 3 de agosto fue nombrado jefe de logística del Frente Sudoeste y en septiembre, Subjefe del Estado Mayor General del Ejército Rojo, como Jefe de la Dirección Oeste. Aunque sólo permaneció en dicho puesto unos pocos días.
En noviembre del mismo año tomó el mando del 4.º Ejército, que a finales de diciembre pasó a formar parte del Frente del Vóljov. Al mando de dicho ejército participó en la ofensiva de Tijvin. Después, en enero de 1942, estuvo al mando del 52.º Ejército y participó en la ofensiva de Liubán. Sin embargo, la ofensiva fue un costoso fracaso que condujo al cerco y posterior destrucción del 2.º Ejército de Choque del general Andréi Vlásov. Luego, el ejército tomó posiciones defensivas en la orilla oriental del río Vóljov cerca de Nóvgorod y, a principios de 1943, llevó a cabo una operación militar sin éxito para capturar Nóvgorod. En mayo de 1943, el ejército fue retirado a la reserva del Cuartel General del Comando Supremo, y el 20 de julio de 1943 fue relevado del mando y puesto a disposición de la Dirección General de Personal del Comisariado del Pueblo de Defensa, a la espera de destino.
En agosto de 1943 fue nombrado subcomandante del Frente de la Estepa para formaciones. Estando directamente encargado de la formación, equipamiento y entrenamiento de las unidades del frente, en este puesto participó en la batalla de Kursk y durante la ofensiva del Dniéper-Cárpatos. A partir del 15 de octubre de 1943, se desempeñó como comandante del Distrito Militar de Bielorrusia, que en ese momento incluía el óblast de Smolensk y, a medida que se expulsaba a las tropas alemanas, pasaron bajo su jurisdicción los territorios liberados del antiguo Distrito Militar Especial Occidental. Las principales tareas del distrito fueron la movilización de la población en el Ejército Rojo en los territorios recién liberados y el trabajo de reconstrucción. En febrero de 1945 fue nuevamente puesto a disposición de la Dirección General de Personal del Comisariado del Pueblo de Defensa, a la espera de destino.

### Posguerra

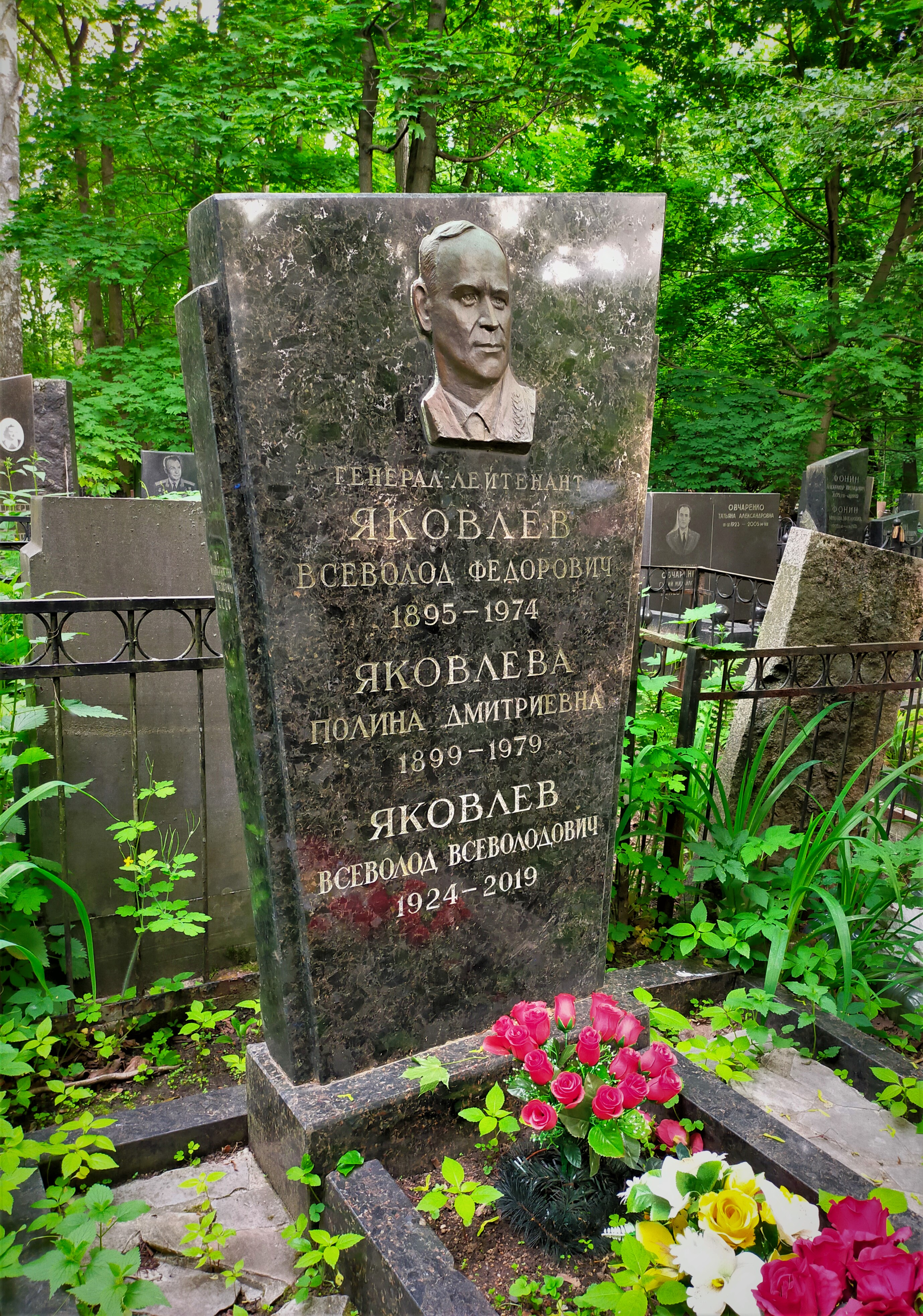
Tumba del teniente general Vsévolod Yakovlev en el cementerio Vvedenskoe en Moscú

Después de la guerra, en enero de 1946, se desempeñó como comandante adjunto del Distrito Militar de Stávropol. Desde el 30 de julio del mismo año estuvo a disposición de la Dirección de Personal de las Fuerzas Terrestres. En febrero de 1947 se retiró del ejército y fijó su residencia en Moscú donde murió el 2 de abril de 1974. Fue enterrado en el cementerio Vvedenskoe de la capital moscovita.

## Rangos militares
- Kombrig (26 de noviembre de 1935)
- Komdiv (8 de enero de 1938)
- Komkor (4 de abril de 1938)
- Comandante de Ejército de 2.º Rango (8 de febrero de 1939)
- Teniente general (4 de junio de 1940).[3]

## Condecoraciones
A lo largo de su vida Vsévolod Yákovlev fue galardonado con las siguientes condecoraciones
|  | Orden de Lenin, dos veces (22 de febrero de 1938 y 21 de febrero de 1945)                                                         |
|  | Orden de la Bandera Roja, cuatro veces (8 de enero de 1921, 21 de marzo de 1940, 1 de noviembre de 1943 y 3 de noviembre de 1944) |
|  | Medalla Conmemorativa por el Centenario del Natalicio de Lenin «Al valor militar»                                                 |
|  | Medalla por la Defensa de Leningrado                                                                                              |
|  | Medalla por la Victoria sobre Alemania en la Gran Guerra Patria 1941-1945 (1945)                                                  |
|  | Medalla Conmemorativa del 20.º Aniversario de la Victoria en la Gran Guerra Patria de 1941-1945 (1965)                            |
|  | Medalla del 20.º Aniversario del Ejército Rojo de Obreros y Campesinos                                                            |
|  | Medalla del 30.º Aniversario de las Fuerzas Armadas de la URSS                                                                    |
|  | Medalla del 40.º Aniversario de las Fuerzas Armadas de la URSS                                                                    |
|  | Medalla del 50.º Aniversario de las Fuerzas Armadas de la URSS                                                                    |